# Republiken Maryland
Republiken Maryland (också kallad Självständiga staten Maryland) var en liten afroamerikansk nation som existerade mellan 1854 och 1857, då den gick ihop med dagens Liberia.
Området bosattes först 1834 av befriade afroamerikanska slavar och frifödda afroamerikaner i den amerikanska delstaten Maryland, under beskyddet av Maryland State Colonization Society 1838 sammanfogades andra afroamerikanska bosättningar med Samväldet Liberia, vilket förklarade sin självständighet 1847. Kolonin Maryland i Liberia förblev frånskild då State Colonization Society ville bibehålla handelsmonopolet i området. Den 2 februari 1841 blev Maryland i Afrika staten Maryland. Staten deklarerade sin självständighet den 29 maj 1854 som Maryland i Liberia med huvudstaden Harper.

## Guvernörer
Maryland State Colonization Society
- 1834–1836 James Hall
- 1836 Oliver Holmes
- 1836–1851 John Brown Russwurm
- 1851–1854 Samuel Ford McGill

Republiken Maryland
- 1854 Samuel Ford McGill
- 1854–1856 William A. Prout
- 1856–1857 Boston Jenkins Drayton